# Aleksandros Awranas
Aleksandros Awranas, gr. Αλέξανδρος Αβρανάς (ur. 1977 w Larisie) – grecki reżyser i scenarzysta filmowy. Laureat Srebrnego Lwa za najlepszą reżyserię na 70. MFF w Wenecji za film Miss Violence (2013).
Po sukcesie filmu Avranas zrealizował swój pierwszy film anglojęzyczny, thriller Prawdziwe zbrodnie (2016) z Jimem Carreyem w roli głównej. Zdjęcia do filmu powstały w Krakowie, zagrało w nim też wielu polskich aktorów (m.in. Agata Kulesza i Zbigniew Zamachowski), a światowa premiera filmu odbyła się 12 października 2016 w czasie Warszawskiego Międzynarodowego Festiwalu Filmowego.